# Bullet Witch
Bullet Witch is een computerspel ontwikkeld door Cavia en uitgegeven in Europa op 6 maart 2007 door Atari voor op de Xbox 360. Het spel werd al ruim een half jaar eerder uitgegeven in Japan.

## Gameplay
Het aantal punten om nieuwe krachten te ontdekken hangt van het feit af hoeveel vijanden de speler heeft gedood, hoe vaak de speler terug moest gaan naar een vorig opslagpunt en hoelang het geduurd heeft voordat het level was afgelopen.
De bezem van de speler heeft een standaard machinegeweer-modus. Met de verkregen punten kunnen spelers de bezem veranderen in een Gatling gun, kanon of een hagelgeweer. De kogels zijn gemaakt met magie, dus alleen wat mana is nodig om het wapen te herladen.

## Verhaal
Rond 2007 heeft iets ervoor gezorgd dat een horde demonen en bovennatuurlijke monsters de aarde aanvallen. De mensheid werd uitgeroeid tot minder dan 1 miljard mensen. De demonen hebben toen een leger opgericht genaamd de Geist, om de overgebleven mensen op te jagen. De hoofdpersoon, Alicia Claus, is een heks met een magische bezem die in allerlei wapens kan veranderen. Tevens kan ze magie gebruiken. Een stem, genaamd The Darkness, probeert haar te overtuigen dat de stad waarin ze is, verdoemd is. Toch geeft Alicia niet op en probeert ze de mensheid te redden van de Geist.

## Ontvangst
| Beoordeeld door                       | Datum            | Score |
| ------------------------------------- | ---------------- | ----- |
| GamesAreFun.com (GAF)                 | 9 april 2007     | 70%   |
| Game Captain                          | 13 maart 2007    | 70%   |
| Xbox Front                            | 22 maart 2007    | 68%   |
| VGPub                                 | 18 maart 2007    | 65%   |
| FileFactory Games / Gameworld Network | 16 maart 2007    | 65%   |
| GameSpot                              | 27 februari 2007 | 55%   |
| Lawrence                              | 25 maart 2007    | 52%   |
| Gamezoom                              | 27 maart 2007    | 50%   |
| Xbox World Australia (XWA)            | 15 april 2007    | 49%   |
| Game Freaks 365                       | 2007             | 30%   |